# 吉姆·麥克瑞
吉姆·麥克瑞（Jim McCrery；1949年9月18日—）是美國的一位律師、政治人物和遊說集團成員。在1997年至2009年期間，他是路易斯安那州第4選舉區選出的美國眾議院議員。在2008年，他宣布不會尋求連任。他的黨籍是共和黨。